# Chiesa di San Giorgio (Palmi)
La chiesa di San Giorgio era un luogo di culto cattolico di Palmi, ubicato nel quartiere cittadino che ancora oggi ne porta lo stesso nome.

## Storia
La chiesa, con annesso romitorio, sorgeva probabilmente sull'omonima collina ubicata a sud-est di Palmi. La poco estesa contrada veniva attraversata dalla strada che anticamente collegava Palmi a Seminara, ed era la più frequentata per il transito tra i due centri abitati. Del luogo di culto («San Georgium de Palmis cum pertinentiis et terris suis») ne fa notizia Ruggero I di Sicilia, divenuto nel 1081 conte di Calabria, che lo donò con i fondi appartenuti alla distrutta Tauriana alla Chiesa di Santa Maria e dei XII apostoli di Bagnara Calabra, fondata nello stesso anno. Tra l'altro il documento è il più antico atto ufficiale nel quale viene citata e menzionata la città di Palmi.
La chiesa di San Giorgio non venne citata tra quelle esistenti a Palmi, nella visita ex limina effettuata in città nel 1586 da monsignor Marco Antonio Del Tufo, vescovo della diocesi di Mileto.
Il luogo di culto è citato nuovamente come «fuori le mura» nella deposizione del 1740 dell'arciprete di san Nicola don Bruno Trifiletti, per l'elevazione della chiesa madre a collegiata.